# Chasmina lispodes
Chasmina lispodes là một loài bướm đêm trong họ Noctuidae.